# Thricops vaderi
Thricops vaderi är en tvåvingeart som beskrevs av Savage 2003. Thricops vaderi ingår i släktet Thricops och familjen husflugor. Inga underarter finns listade i Catalogue of Life.